# Ação de Março
A Ação de Março (em alemão:  März Aktion ou Märzkämpfe in Mitteldeutschland, ou seja, "As Batalhas de Março na Alemanha Central")  foi um levante comunista fracassado em 1921, liderado pelo Partido Comunista da Alemanha (KPD), pelo Partido Comunista Operário da Alemanha (KAPD) e outras organizações de extrema-esquerda. Ocorreu nas regiões industriais de Halle, Leuna, Merseburg e Mansfeld, na província da Saxônia. A revolta terminou em derrota para os comunistas, e num enfraquecimento da influência comunista contemporânea na Alemanha de Weimar.

## Contexto
A precária situação econômica na Alemanha no início da década de 1920 exacerbou o descontentamento social generalizado, especialmente entre os trabalhadores industriais. Isso fez com que os partidos de esquerda se tornassem muito populares nas áreas industriais. Nas eleições para o parlamento estadual prussiano em 20 de fevereiro de 1921, o KPD tornou-se o partido mais forte no distrito eleitoral de Halle-Merseburg (na Saxônia prussiana), obtendo ali quase 30% dos votos. Na zona industrial da Alemanha Central, onde dominavam a mineração de lenhite e a indústria química, registaram-se greves contínuas, confrontos entre trabalhadores e a polícia e roubos em fábricas e explorações agrícolas desde o Kapp-Putsch de Março de 1920. Todas as tentativas de prevenir tais crimes contra a propriedade por parte da Werkspolizei, incluindo revistas corporais e vigilância mais rigorosa, falharam.
A província da Saxônia também preocupou o governo estadual prussiano porque ainda havia inúmeras armas nas mãos dos trabalhadores que não puderam ser confiscadas após a supressão das revoltas de março de 1920. Além disso, um ataque à bomba fracassado na Coluna da Vitória de Berlim, em 13 de março de 1921, foi atribuído à Saxônia. Isto levou o Ministro do Interior da Prússia, Carl Severing, e o Presidente da Província Prussiana da Saxônia, Otto Hörsing (1874-1937), a intervir na área industrial da Alemanha Central. Em 19 de março de 1921, a polícia foi enviada a Mansfeld e Eisleben para restaurar “a ordem e a segurança”.

## Eventos
A liderança do KPD, que há muito procurava pretextos para a derrubada violenta da odiada democracia parlamentar de Weimar, esperava uma revolta espontânea dos trabalhadores na Alemanha Central em resposta à intervenção do poder estatal naquele país. As ações revolucionárias deveriam ser iniciadas principalmente através da propaganda no jornal do partido "Rote Fahne" (Bandeira vermelha). Os trabalhadores inicialmente se comportaram com cautela. Apesar do apelo da liderança distrital do KPD para uma greve geral em 21 de março, o trabalho continuou na maioria das empresas fora do distrito de Mansfeld. Somente no dia seguinte as paralisações na área mineira de Mansfeld-Eisleben se ampliaram.
Com a chegada do membro do KAPD Max Hoelz, que já havia emergido como um líder violento e radical na agitação dos trabalhadores de 1919/1920 na região de Vogtland, o movimento grevista se transformou em uma insurreição violenta. Hoelz falou em várias assembleias de greve e apelou aos trabalhadores para resistirem violentamente à polícia. Os primeiros ataques violentos contra policiais em Eisleben ocorreram durante o dia 22 de março. Hoelz começou a equipar trabalhadores em greve e mineiros desempregados com armas e a organizá-los em grupos de assalto, que submeteram a área em torno de Mansfeld, Eisleben e Hettstedt a incêndios criminosos, saques, assaltos a bancos e ataques com explosivos. Os trens descarrilaram e as linhas ferroviárias explodiram. A liderança distrital do KPD em Halle perdeu cada vez mais o controlo dos trabalhadores armados devido à instigação da violência por parte de Hoelz.
O movimento de revolta também ameaçou espalhar-se para o Estado Livre da Saxônia, onde ocorreram bombardeamentos mal sucedidos contra edifícios da justiça em Dresden, Leipzig e Freiberg. Confrontos sangrentos entre trabalhadores e polícia também ocorreram em Hamburgo, onde o Senado teve de impor o estado de emergência à cidade. Neste contexto, em 24 de Março, o Presidente do Reich, Friedrich Ebert, declarou um estado de emergência não militar para Hamburgo e a província da Saxónia, com base no Artigo 48 da Constituição Imperial. No mesmo dia, o KPD proclamou uma greve geral em todo o império, que, no entanto, não se concretizou. As greves de solidariedade ocorreram apenas na Lusácia, em partes da região do Ruhr e na Turíngia. Em Hamburgo, desempregados que ocupavam alguns estaleiros tiveram confrontos violentos com a polícia. Na zona industrial da Alemanha Central, após a divulgação do decreto presidencial, os combates intensificaram-se, estendendo-se também a Halle, Merseburg, Wittenberg, Delitzsch e Bitterfeld. No entanto, as tropas governamentais conseguiram ganhar vantagem e no final de março as revoltas foram finalmente reprimidas.
A fábrica de Leuna foi um bastião de influência particularmente forte do KAPD, onde metade dos 20.000 trabalhadores pertenciam à sua organização local de trabalho associada, o Sindicato Geral dos Trabalhadores da Alemanha (AAUD). Durante a revolta lutaram com rifles e armas automáticas. Eles também construíram seu próprio tanque, que utilizaram contra a polícia. As autoridades só retomaram a fábrica com o uso de artilharia.
O movimento grevista mais amplo ruiu em 1º de abril de 1921, quando o último grupo de grevistas liderado por Max Hoelz perto de Beesenstedt foi desmantelado. O KPD retirou o seu apelo à greve geral no mesmo dia. Mais de cem pessoas perderam a vida nos combates e mais de 3.000 insurgentes foram presos.

## Galeria

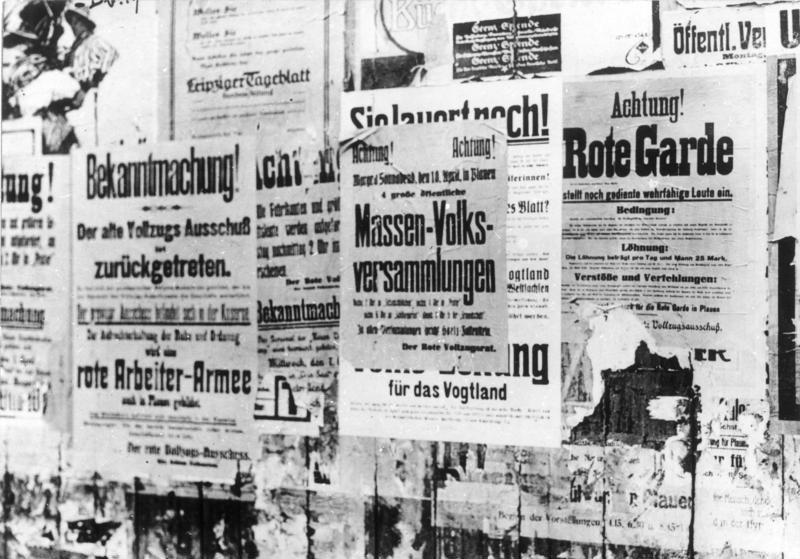
Cartazes da Ação de Março na prefeitura de Plauen
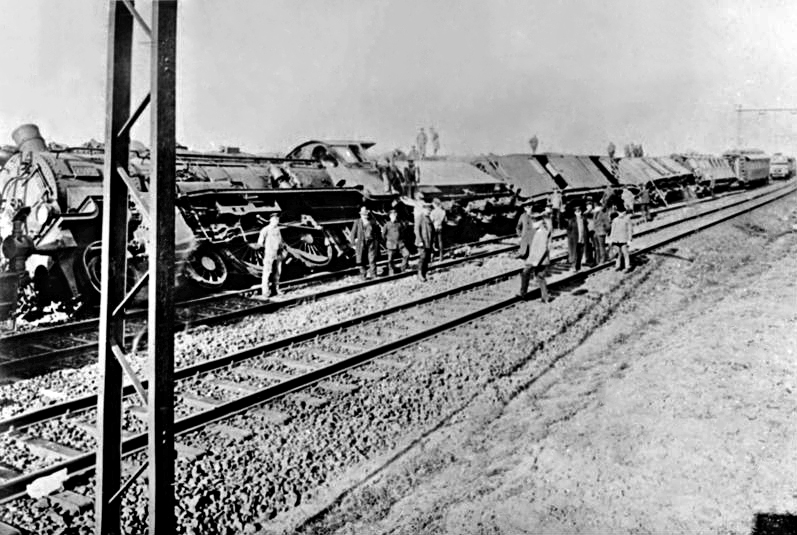
Cenas de um pátio ferroviário durante a Ação de Março